# Richard Hoffmann (compositeur)
Richard Hoffmann, né le 20 avril 1925 à Vienne, en Autriche et mort le 24 juin 2021, est un compositeur, musicologue et éducateur américain. Il est professeur pendant plusieurs années au Conservatoire de musique d'Oberlin. 

## Biographie
Richard Hoffmann, né le 20 avril 1925 à Vienne, en Autriche, est le fils de Richard et Emanuela Hoffmann. En 1935, la famille émigre en Nouvelle-Zélande, où il obtient par la suite un baccalauréat en musique de l'Université de Nouvelle-Zélande en 1945,. 
Il part pour les États-Unis en 1947, principalement pour étudier la composition avec Arnold Schönberg (1948-1951), et devient également secrétaire de Schoenberg,,,.   
Richard Hoffmann effectue sa carrière comme professeur au Conservatoire de musique d'Oberlin de 1954 à 2004. Il est professeur invité à l'Université de Californie à Berkeley de 1965 à 1966, à l'Université Victoria en 1968, à l'Université Harvard en 1970, à l'Université de l'Iowa en 1976 et à l'Université de Vienne en 1984.

## Prix et récompenses
Hoffmann reçoit des prix de la Commission de la Fromm Music Foundation en 1960 et de l'Académie américaine des arts et des lettres en 1966. Il reçoit également une subvention de la National Education Association en 1976, 1978-1979 et du Programme Fulbright en 1984-1985.

## Vie privée
Le 21 décembre 1957, Richard Hoffmann épouse Joan Alfhild Flint ; ils ont trois enfants, Paul, Anna et Peter. 

## Écrits
- Hoffmann, Richard, "Webern: Six Pieces, op. 6, 1909", Perspectives of New Music 6 (1967-1968)
- Schoenberg, Arnold, Von heute auf morgen, op. 32, herausgegeben von Richard Hoffmann, unter Mitarbeit von Werner Bittinger. Mayence: Söhne de B. Schott; Wien: Universal Edition, 1970.